# Албегов, Руслан Владимирович
Русла́н Влади́мирович Албе́гов (26 января 1988, Владикавказ, РСФСР, СССР) — российский тяжелоатлет, выступающий в весовой категории свыше 105 кг, двукратный чемпион мира, заслуженный мастер спорта.
В октябре 2020 года Международная федерация тяжёлой атлетики дисквалифицировала спортсмена за нарушение антидопинговых правил на четыре года (9 декабря 2017 — 9 декабря 2021).

## Биография
Родился в 1988 году. В 2015 году окончил юридический факультет ГГАУ. В 2015 поступил в магистратуру экономического факультета ГГАУ. Гвардии сержант танковых войск.

## Спортивные достижения
| Олимпийские игры  |                  |                   |           |            |           |       |
| Год               | Место проведения | Весовая категория | Рывок, кг | Толчок, кг | Сумма, кг | Место |
| 2012              | Лондон           | свыше 105 кг      | 208       | 240        | 448       | DSQ   |
| Чемпионаты мира   |                  |                   |           |            |           |       |
| Год               | Место проведения | Весовая категория | Рывок, кг | Толчок, кг | Сумма, кг | Место |
| 2013              | Вроцлав          | свыше 105 кг      | 209       | 255        | 464       |       |
| 2014              | Алматы           | свыше 105 кг      | 210       | 252        | 462       |       |
| Чемпионаты Европы |                  |                   |           |            |           |       |
| 2012              | Анталья          | свыше 105 кг      | 191       | 238        | 429       |       |
| 2013              | Тирана           | свыше 105 кг      | 195       | 247        | 442       |       |
| Чемпионаты России |                  |                   |           |            |           |       |
| 2011              | Пенза            | свыше 105 кг      | 204       | 248        | 452       |       |
| 2012              | Саранск          | свыше 105 кг      | 210       | 250        | 460       |       |
| Универсиады       |                  |                   |           |            |           |       |
| 2013              | Казань           | свыше 105 кг      | 205       | 254        | 459       |       |
| Чемпионат России  |                  |                   |           |            |           |       |
| 2011              | Белгород         | свыше 105 кг      | 195       | 240        | 435       |       |
| 2015              | Грозный          | свыше 105 кг      | 205       | 235        | 440       |       |

## Награды
- Медаль ордена «За заслуги перед Отечеством» II степени (13 августа 2012 года) — за большой вклад в развитие физической культуры и спорта, высокие спортивные достижения на Играх XXX Олимпиады 2012 года в городе Лондоне (Великобритания)[3].
- Заслуженный мастер спорта России (20 августа 2012 года)[4].
- Почётная грамота Президента Российской Федерации (19 июля 2013 года) — за высокие спортивные достижения на XXVII Всемирной летней универсиаде 2013 года в городе Казани[5].